# Tante Jeanne
Tante Jeanne est un roman de Georges Simenon paru en 1951 aux éditions Presses de la Cité.
L'écriture de ce roman s'acheva à Shadow Rock Farm, Lakeville (Connecticut), États-Unis, le 8 septembre 1950.

## Résumé
Une femme âgée revient dans son village après quarante ans d'absence. Fatiguée, mal portante et lasse de la vie, elle y cherche asile et sécurité. Quand elle se décide à se rendre chez son frère Robert qui avait repris le commerce de vins paternel, c'est pour le trouver pendu : on saura plus tard qu'il était au bord de la faillite. Au lieu du réconfort qu'elle espérait, Jeanne Martineau découvre une famille désaxée. Louise, sa belle-sœur, boit et est sujette à des crises d'hystérie. Alice, veuve à vingt ans d'un fils Martineau, affiche une indifférence hautaine, trompe son ennui avec des amis inconnus et abandonnerait volontiers un bébé fort encombrant. Henri, le fils, au caractère faible, comme Madeleine, la fille, orgueilleuse et blessée de ses propres vices, méprisent leur mère. 
Devant le drame qui vient d'éclater, Jeanne prend en main la direction du ménage, révélant une efficacité qui lui vaudra la confiance de cette famille déchirée. Au fil des aveux que chacun lui fait, apparaît chez elle un sentiment de culpabilité lié au souvenir de son passé : si elle se considère comme l'emblème du destin des Martineau, n'est-elle pas aussi la preuve qu'il y a moyen de le maîtriser, de le surmonter ? C'est à quoi tante Jeanne s'emploiera. Elle aide Henri à s'accommoder de sa médiocrité, dissuade Madeleine de s'enfuir ainsi qu’elle-même l'avait fait, et s'efforce de rendre à Louise sa responsabilité de femme et de mère. 
La banqueroute de Robert Martineau, qui entraîne la vente des biens après saisie, va contraindre la famille au départ. Jeanne décide de la suivre à Poitiers, malgré l'aggravation d'un œdème à la jambe qui devrait l'obliger au repos. Les nouvelles fatigues qu'elle accepte, l'incompréhension ou l'ingratitude qu'elle rencontrera peut-être chez ceux qu'elle aura entourés et secourus ne pourront empêcher tante Jeanne d'assumer son rôle jusqu'au bout.

## Aspects particuliers du roman
Le sauvetage d’une famille à la dérive rend une raison de vivre à un être désemparé qui trouvera, à travers cette forme de dépassement de soi, le rachat d’une faute ancienne. 

## Fiche signalétique de l'ouvrage

### Cadre spatio-temporel

#### Espace
Pont-Saint-Jean, bourgade des environs de Poitiers. Référence à l’Afrique du Nord.

#### Temps
L’action est postérieure à la Seconde Guerre mondiale.

### Les personnages

#### Personnage principal
Jeanne Martineau. Sans profession, « veuve » (sans avoir été épousée) d’un aventurier, Lauer, pour lequel elle a quitté sa famille. 57 ans.

#### Autres personnages
- Robert Martineau, frère de Jeanne
- Louise Martineau, son épouse
- Henri Martineau, fils de Robert, célibataire, 18 ans
- Madeleine Martineau, fille de Robert, célibataire, 18 ans
- Alice, veuve de Julien Martineau (le troisième enfant de Robert).

## Éditions
- Édition originale : Presses de la Cité, 1951
- Tout Simenon, tome 4, Omnibus, 2002  (ISBN 978-2-258-06045-6)
- Livre de Poche, n° 31854, 2010  (ISBN 978-2-253-13393-3)
- Romans durs, tome 8, Omnibus, 2013  (ISBN 978-2-258-09395-9)
- Romans durs, tome 8, Omnibus, 2023  (ISBN 978-2-258-20265-8)

## Source
- Maurice Piron, Michel Lemoine, L'Univers de Simenon, guide des romans et nouvelles (1931-1972) de Georges Simenon, Presses de la Cité, 1983, p.1580-159  (ISBN 978-2-258-01152-6)